# (10126) Lärbro
(10126) Lärbro, désignation internationale (10126) Larbro, est un astéroïde de la ceinture principale.

## Description
(10126) Larbro est un astéroïde de la ceinture principale. Il fut découvert le 21 mars 1993 à La Silla par le programme UESAC. Il présente une orbite caractérisée par un demi-grand axe de 2,21 UA, une excentricité de 0,18 et une inclinaison de 1,2° par rapport à l'écliptique.

## Compléments